# Jacob Burtschi
Jacob Burtschi (* 21. Mai 1984 in Chickasha, Oklahoma) ist ein ehemaliger US-amerikanischer Basketballspieler. Burtschi begann seine professionelle Karriere erst mit 26 Jahren, nachdem er zuvor als Offizier bei der US-Luftwaffe gedient hatte. Nach seiner ersten Saison 2010/11 beim deutschen Erstligisten Phoenix Hagen war er kurzzeitig im spanischen Saragossa unter Vertrag, bevor er in die Basketball-Bundesliga zurückkehrte und während der Saison 2013/14 für die Skyliners aus Frankfurt am Main spielte. In der Bundesliga bestritt Burtschi insgesamt 129 Einsätze.

## College und Militärdienst
Aus Oklahoma stammend wechselte Burtschi 2003 von der Putnam City High School zum Studium an die United States Air Force Academy in Colorado Springs. Hier spielte er Basketball für die Hochschulmannschaft Falcons und hatte mit dieser Mannschaft eine vergleichsweise erfolgreiche Zeit dieser ansonsten im nationalen Vergleich wenig erfolgreichen Hochschulmannschaft. Man zog zweimal in die landesweite Endrunde ein, was seit Beginn der 1960er Jahre nicht gelungen war. In der ersten Runde verlor man jedoch jeweils gegen die favorisierten Tar Heels der University of North Carolina at Chapel Hill 2004 sowie die Fighting Illini der University of Illinois at Urbana-Champaign 2006, deren Basketballmannschaften sich regelmäßig für die Endrunde qualifizieren. In seinem Abschlussjahr 2007 als First Classman erreichten die Falcons mit Burtschi das Halbfinale im National Invitation Tournament bei ihrer bislang einzigen Teilnahme. Trotz der Niederlage im Halbfinale gegen die Tigers der Clemson University galt das als größter Erfolg der Basketballmannschaft der Falcons. Nach seiner vierten Spielzeit endete dann Burtschis Karriere in der NCAA. Bedingt durch die überdurchschnittlich vielen Endrundenteilnahmen der Falcons setzte sich Burtschi als der Spieler mit den meisten Spielen und den meisten Siegen in der ewigen Bestenliste der Hochschulmannschaft an die Spitze, zudem erzielte er den Bestwert im Bereich Ballgewinne bei den Falcons. Obwohl ihm Angebote aus dem Berufsbasketball vorlagen, blieb er weitere drei Jahre bei der US-Luftwaffe und diente als Kommandeur eines Raketenabwehrgeschwaders in Colorado Springs.

## Berufsbasketball
2010 unterschrieb Burtschi dann einen Vertrag als Basketballprofi und ging in die deutsche Basketball-Bundesliga zu Phoenix Hagen. Dort gewann er den Dreipunktwurf-Wettbewerb beim Bundesliga-All-Star-Day 2011. In seiner Premierensaison überzeugte er mit gut 14 Punkten und knapp 7 Rebounds pro Spiel vollkommen. Mit einer Dreipunktwurfquote von gut 44 % und dem mannschaftsinternen Bestwert von 1,6 Ballgewinnen pro Spiel wies Burtschi weitere gute Statistiken auf. Zur Saison 2011/12 wechselte er daher in die spanische Liga ACB zu CAI Zaragoza. Dort konnte er sich jedoch nicht durchsetzen und verließ den Verein Mitte Dezember 2011, um bei den Frankfurt Skyliners den in die NBA abgewanderten Jon Leuer zu ersetzen. Zur Saison 2012/13 wechselte er innerhalb der Liga und erhielt einen Vertrag über ein Jahr bei den Eisbären Bremerhaven. Nachdem die Eisbären die PlayOffs deutlich verpasst hatten, wurde der Vertrag von Burtschi nicht verlängert und er kehrte nach Frankfurt zurück. Dort erhielt einen Vertrag mit einer Laufzeit von zwei Jahren. Während der Saison 2013/14 musste sich Burtschi einer Bandscheiben-Operation unterziehen und fiel für einige Wochen aus. Nach Saisonende gab er an, weiterhin Probleme mit seinem Rücken zu haben. Aufgrund dessen und anderer privater Probleme entschied er sich, seinen Vertrag mit den Frankfurtern vorerst nicht wahrzunehmen. Im Februar 2015 erhielt er in Frankfurt einen Einmonatsvertrag, um den verletzten Danilo Barthel zu vertreten.
In der Saison 2015/16 stand Burtschi in Finnland bei den Bisons Loimaa unter Vertrag. Sein letzter Verein im Berufsbasketball waren die Soles de Mexicali in Mexiko.